# Яйцевка
Яйцевка (устар. Яйцовка) — река в России, протекает по Красноборскому району Архангельской области. Устье реки находится в 11 км по левому берегу реки Шокша. Длина реки составляет 10 км.
Имеет правый приток — реку Мельковская.

## Данные водного реестра
По данным государственного водного реестра России относится к Двинско-Печорскому бассейновому округу, водохозяйственный участок реки — Северная Двина от впадения реки Вычегда до впадения реки Вага, речной подбассейн реки — Северная Двина ниже места слияния Вычегды и Малой Северной Двины. Речной бассейн реки — Северная Двина.
Код объекта в государственном водном реестре — 03020300112103000026428.